# Okres Příbram
Příbram (Duits: Pibrans) is een district (Tsjechisch: Okres) in de Tsjechische regio Midden-Bohemen. De hoofdstad is Příbram. Het district bestaat uit 120 gemeenten (Tsjechisch: Obec).

## Lijst van gemeenten
De obce (gemeenten) van de okres Příbram. De vetgedrukte plaatsen hebben stadsrechten. De cursieve plaatsen zijn steden zonder stadsrechten (zie: vlek). Veel gemeenten in dit district zijn zelf weer onderverdeeld in deelgemeenten (části obcí).
Bezděkov pod Třemšínem - Bohostice - Bohutín - Borotice - Bratkovice - Březnice - Buková u Příbramě - Bukovany - Cetyně - Čenkov - Čím - Daleké Dušníky - Dlouhá Lhota - Dobříš - Dolní Hbity - Drahenice - Drahlín - Drásov - Drevníky - Drhovy - Dubenec - Dublovice - Dubno - Háje - Hluboš - Hlubyně - Horčápsko - Hřiměždice - Hudčice - Hvožďany - Chotilsko - Chrást - Chraštice - Jablonná - Jesenice - Jince - Kamýk nad Vltavou - Klučenice - Kňovice - Korkyně - Kosova Hora - Kotenčice - Koupě - Kozárovice - Krásná Hora nad Vltavou - Křepenice - Křešín - Láz - Lazsko - Lešetice - Lhota u Příbramě - Malá Hraštice - Milešov - Milín - Modřovice - Mokrovraty - Nalžovice - Narysov - Nečín - Nedrahovice - Nechvalice - Nepomuk - Nestrašovice - Nová Ves pod Pleší - Nové Dvory - Nový Knín - Občov - Obecnice - Obory - Obořiště - Ohrazenice - Osečany - Ostrov - Ouběnice - Pečice - Petrovice - Pičín - Počaply - Počepice - Podlesí - Prosenická Lhota - Příbram - Příčovy - Radětice - Radíč - Rosovice - Rožmitál pod Třemšínem - Rybníky - Sádek - Sedlčany - Sedlec-Prčice - Sedlice - Smolotely - Solenice - Stará Huť - Starosedlský Hrádek - Suchodol - Svaté Pole - Svatý Jan - Svojšice - Štětkovice - Těchařovice - Tochovice - Trhové Dušníky - Třebsko - Tušovice - Velká Lečice - Věšín - Višňová - Volenice - Voznice - Vrančice - Vranovice - Vševily - Vysoká u Příbramě - Vysoký Chlumec - Zalužany - Zbenice - Zduchovice - Županovice

Benešov · Beroun · Kladno · Kolín · Kutná Hora · Mělník · Mladá Boleslav · Nymburk · Praha-východ · -západ · Příbram · Rakovník